# Men in Black – Sötét zsaruk
A Men in Black – Sötét zsaruk (eredeti cím: Men in Black) 1997-ben bemutatott amerikai sci-fi-filmvígjáték, amely Lowell Cunningham képregénye alapján készült. A főszerepet Will Smith és Tommy Lee Jones játssza. A filmnek 2002-ben készült a  második, 2012-ben a harmadik, 2019-ben pedig a negyedik része: Men in Black – Sötét zsaruk a Föld körül. 

## Cselekmény
James Edwars egy fiatal rendőr, egy bűnözőt üldöz, aki nagyon furcsa: hihetetlenül gyorsan és ügyesen fut, dupla szemhéja van.  Egy ismeretlen fegyvert használt. Miután James elfogta, azt mondta, hogy egy idegen el fog jönni, és elpusztítja a bolygót. A férfi ezután leveti magát az épületről.
Eközben egy illegális bevándorlókat szállító teherautót csípnek nyakon, és közben érkezik két ember, akik egy ismeretlen nevű csoporttól jöttek, melyet az ott lévő rendőrök közül senki sem ismer. A két ember, K és D ügynök, megáll egy fura ember mögött, és elkezdik szétszedni a göncöt. Kiderül, hogy egy idegen rejtőzik mögötte. K szétlövi az űrlényt. James Edwars épp a rendőrségen van, amikor megjelenik K, és elviszi Jack Jeebs boltjába, hogy azonosíthassák az idegennél talált fegyvert. James úgy tudja, hogy Jack csak Rolexekben utazik, és nem gyanít semmit, ám akkor, amikor K szétlövi Jack fejét, döbbenetes látvány tárul a szeme elé: Jack feje  visszanő. Jack megnyom egy gombot, mire rengeteg földönkívüli fegyver jelenik meg. Utána K ügynök egy tollnak látszó dologgal, a neutralizálóval kitörli az emlékezetét Edwars-nak. K felajánlja, hogy dolgozzon náluk, egy olyan csoportnál, amely a földönkívüli itt-tartózkodásokat figyeli, de ha elvállalja, vállalnia kell azt is, hogy most már James Edwars nem létezik, egyenlő a nullával, törlik mindenhonnan az adatait. James, új nevén J, elvállalja.
Éjjel egy meteor zuhan egy ház közelébe. A tulajdonos odamegy, és egy hang azt mondja a meteorból, hogy adja oda a kocsiját. A farm tulajdonosa, Edgar, azt mondja: „csak a testemen át”. Sok csáp nyúlik ki a gödörből, elkapja a férfit. Néhány pillanat múlva az űrlény Edgar testében hagyja el a krátert (mint később a filmből kiderül, a lény gyakorlatilag megnyúzta Edgart, és "Edgar-öltönyként" viseli a bőrét). J és K elmennek a helyszínre, és megállapítják, hogy egy bogárral állnak szemben. Elmennek a hullaházba, ahol egy nővel találkoznak, aki mutat nekik egy olyan hullát, aminek a belsőségei hiányosak. Észreveszik, hogy a fülén van valami, és mikor megnyomják, kiderül, hogy a hulla nem is hulla, hanem egy kis űrlényecske van a fejében. A kis lény azt mondja, mielőtt meghal, hogy „meg kell előzni a háborút; a galaxis az Orion-övén”. J és K egyesült erővel kezdenek nyomozni az ügyben.

## Szereplők
| Szereplő                     | Színész           | Magyar hang          |
| ---------------------------- | ----------------- | -------------------- |
| K ügynök                     | Tommy Lee Jones   | Rajhona Ádám         |
| James Edwards/J ügynök       | Will Smith        | Reisenbüchler Sándor |
| Z ügynök                     | Rip Torn          | Kránitz Lajos        |
| Dr. Laurel Weaver / L ügynök | Linda Fiorentino  | Menszátor Magdolna   |
| Edgar                        | Vincent D'Onofrio | Kőszegi Ákos         |
| Jack Jeebs                   | Tony Shalhoub     | Galkó Balázs         |
| Beatrice, Edgar felesége     | Siobhan Fallon    | Kocsis Mariann       |
| Nick, a furgonsofőr          | Jon Gries         | Végh Péter           |
| Frank, a mopszli (hangja)    | Tim Blany         | Gruber Hugó          |

## A filmben feltűnt idegen technika

### Zajos Tücsök
Egy nagyon erős kis fegyver. Egy ember markában is könnyedén elfér. J először ezt a fegyvert kapja meg.

### Neutralizáló
Egy tollszerű készülék, ami fényvillanás közben törli az emlékezet egy részét. Legtöbbször olyanoknál használják, akik földönkívüli dolgot láttak. Az ügynökök a használata közben napszemüveget viselnek, különben az ő emlékezetük is törlődne.